# Morxdorf
Morxdorf is een plaats en voormalige gemeente in de Duitse deelstaat Saksen-Anhalt, en maakt deel uit van het district Wittenberg.
Morxdorf telt 322 inwoners.